# 十七歲的地圖
《十七歲的地圖》（日语：／ Jūnanasai no Chizu）是日本創作歌手尾崎豐的出道專輯，於1983年12月1日經唱片公司CBS索尼首次發行。
《十七歲的地圖》是尾崎在1982年以十七歲之齡獲CBS索尼簽約一年後推出的出道作品，全碟曲詞由尾崎自己寫作。本專輯在首次發行時只推出一千多張，而且沒有獲得唱片公司分配任何資源作廣告宣傳，甚至連尾崎自己也不能在影碟店找回自己的唱片，但是銷量隨著尾崎逐漸成名而上升。《十七歲的地圖》獲得了評論家正面的評價，而唱片公司其後亦重新以黑膠唱片與卡式錄音帶等不同型態發行達十次，到1994年銷量突破一百萬張，其後銷量至今累積近三百萬，成為尾崎豐自身銷量最高的音樂專輯。
專輯中有半數歌曲其後被重製成單曲獨立推出，五張單曲分別為15歲之夜、同名曲十七歲的地圖、連歌的開首也無法唱出 、I LOVE YOU和OH MY LITTLE GIRL。

## 背景

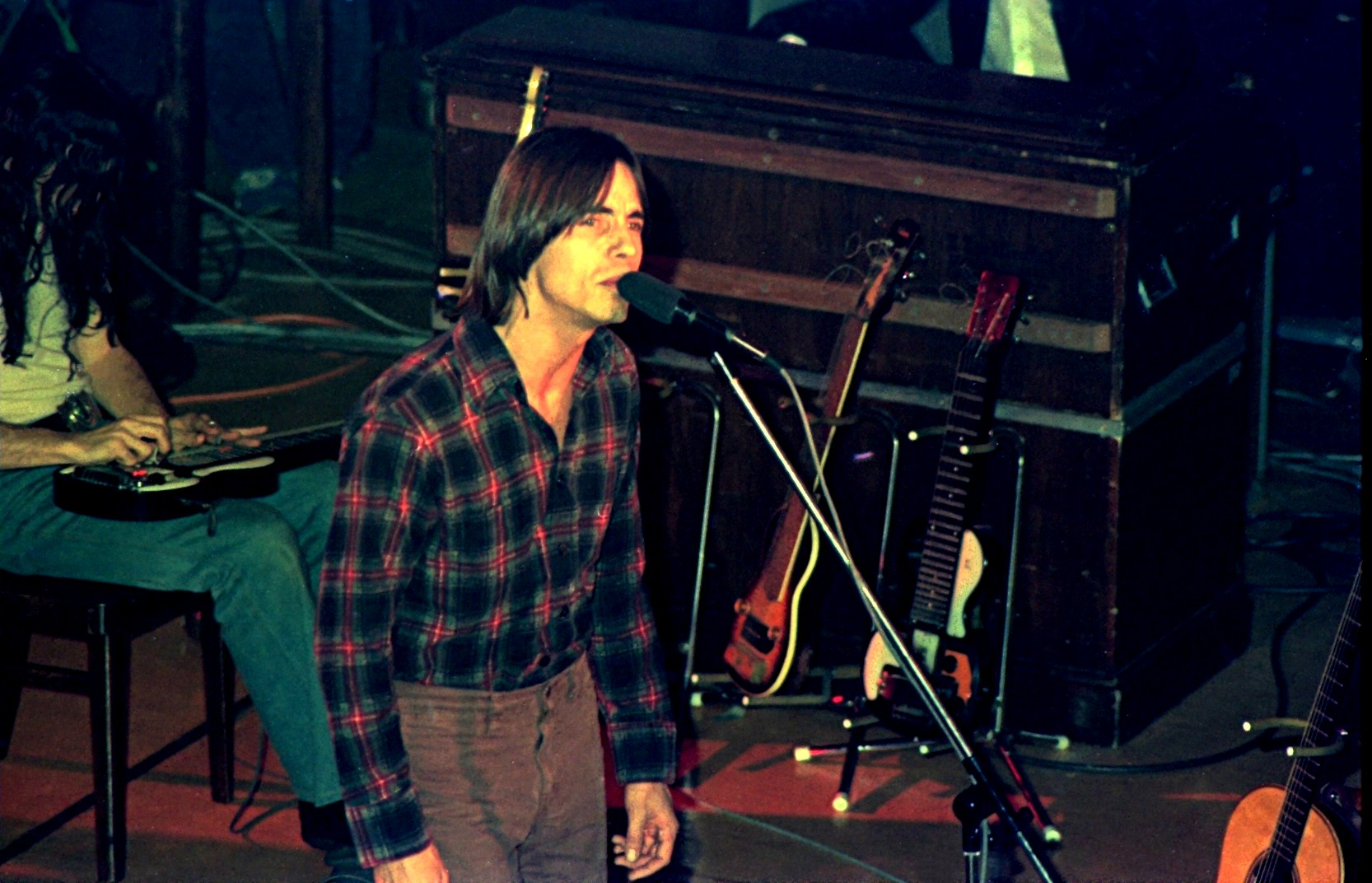
1976年在德國海德堡演出的傑克遜·布朗。

尾崎在高中的時候聽過由傑克遜·布朗所唱的空轉後興起，寫出了町之風景和舞廳等曲，但從未向人公開過。尾崎一次跟中學時代的友人談起自己打算玩音樂時被潑冷水說「你至今甚麼都沒有做過啊」，逼使他狠下決心，一次過報名參加了多個試音會，當中包括勝利娛樂和CBS索尼的試音會。
尾崎在勝利娛樂的第二輪審查中演出了長達十分鐘的町之風景一曲，然而這次卻被一眾審查員批評「歌曲太長」，使他大感不滿。尾崎認為審查員根本不理解自己的歌曲，於是跑到了朋友的家中，打算缺席接下來的CBS索尼試音會。當時CBS索尼的總監須藤晃、以及藝能事務所Mother Enterprise社長福田信都是該次CBS索尼試音會的審查員，兩人事前已經得知尾崎的天份並期待著他的來臨。由於尾崎遲遲沒有現身，兩人於是指派下屬打電話到尾崎家，再輾轉經尾崎的友人向他轉達訊息，鼓勵他出席徵選。
1982年10月11日，尾崎出席了CBS索尼的「CBS SONY Sound Development Audition 1982」試音會，演唱了舞廳和如今我只注視你兩曲，並順利與CBS索尼簽約，更獲得該年度的新秀藝人（輩出アーティスト）獎。在唱片公司CBS索尼，審查員須藤晃成為了尾崎的負責人，每月定期與尾崎見面一次，聆聽尾崎自己製作的試聽帶和審閱他寫的歌詞，希望他朝尾崎能寫出符合自己期望的作品。在一次會議中，尾崎如常地交上了一篇歌詞，這次的內容令須藤大為驚嘆，感嘆道：「這就是能讓『十七歲的少年』這六字存活下去的歌曲啊！」遂立刻為他安排錄音，開始準備第一張專輯的製作。

## 製作
作為尾崎的負責人，須藤也擔任了這張出道專輯的製作人。須藤覺得同名曲和專輯間的概念如同中上健次所作的小說《十九歲的地圖》（「十九歳の地図」），於是題名《十七歲的地圖》（『十七歳の地図』）。錄音工作開始後，須藤跟尾崎開了無數次會議商談專輯的細節，同時對部分歌曲的標題和內容作出了更改，例如本來名為無牌地…的歌曲被更名為15歲之夜、水手服被更名為高校Rock'n'Roll，以及水手服的小女孩被更名為OH MY LITTLE GIRL等；此外，本身曲長10分鐘的町之風景亦被刪減至5分鐘，更名為街之風景。
錄音工作於1983年7月30日晚上6時開始。7月30日至31日，尾崎在錄音室唱出了愛消失了的街、15歲之夜和為了我就是我，好讓身處另一房間的樂隊配合歌聲同步演出背景音樂。本來尾崎在這些背景音樂完成後會配合它們再單獨進行一次正式的錄音，但實際上最後有很多錄進CD的歌曲都採用了第一次錄下來的初步錄音。
除了專輯最終收錄的10首歌曲以外，原本也有舞廳、如今我只注視你和野良犬之道（即後來的Street Blues）等多首已經準備好的歌曲，然而須藤最後都沒有讓尾崎為這些歌曲進行錄音。不過在完成9首歌曲的製作後，須藤向尾崎稱「歌曲不夠」，要求他多寫一首謠曲，於是便誕生I LOVE YOU一曲，成為專輯最後一首製作和錄音的歌曲。
專輯全部歌曲的詞曲創作皆由尾崎本人寫作，編曲則交給分別為佐野元春和濱田省吾演奏背景音樂的「THE HEARTLAND」樂隊成員西本明和町支寬二兩人進行。

## 發行與宣傳
1983年12月1日，CBS索尼以12英寸黑膠唱片和卡式錄音帶兩種形態同時發行本專輯，初版發行量為1300張:101（又有一說是2234張）。由於初版發行量稀少，市面上只有為數不多的影音店有存貨上架。尾崎自己在發行當日到家附近的朝霞市西友百貨找尋自己的唱片不果後，更曾質問唱片公司「為何沒有我的唱片」。唱片公司於隔年和單曲畢業一同重新上市。:111
縱使專輯早期的發行量並不多，唱片公司仍在之後多次以不同形態重新製作和發行，專輯銷售量最終於1994年2月突破一百萬張，獲頒日本唱片協會百萬唱片認證，並在其後兩個月內賣出額外二十萬張，於同年4月再次獲得三白金唱片認證，其後銷量至今累積近三百萬。
由於尾崎所屬的事務所Mother Enterprise一向行口碑行銷策略，事務所並未向雜誌、電視台或電台等大眾媒體提供任何宣傳物料。另外，製作人須藤堅持專輯只應重視歌曲的音樂性，因此專輯的封面照片只用了尾崎的一個剪影，拒絕把宣傳焦點放在尾崎的外貌上，這個決定曾被唱片公司高層批評稱「浪費了尾崎難得的一副俊朗外貌」。此外，專輯在完成製作和正式發行之間的時間很短，銷量也被唱片公司看淡，故唱片公司從未為專輯進行任何積極的宣傳工作。

## 專業評價
專輯大致獲得了正面的評價。音樂評論家松井巧在2001年出版的《文藝別冊 尾崎豊》中評論指「歌詞字眼的選擇和歌曲的旋律都很正統和簡單，這種平易近人的流行音樂使歌曲的訊息能夠廣泛地傳達出去。」在同一雜誌中，作家和合亮一認為「尾崎的歌唱力令人眼前一亮，他所擁有的歌唱技巧相信是天賦之才。」自由作家河田拓也在寶島社的《音樂雜誌不會寫的J-POP評論》（音楽誌が書かないJポップ批評）中表示「尾崎把自己與學校的教室、讀書的房間和他人的紛爭隔絕，使得他沒有任何一個能與社會接軌的媒介，從而自我形成了一種年輕人的孤獨。在一些時候，他的聲線會從毫無生氣、冷淡平板，突變至青澀透明、生動緊湊；這種『Donshari』的聲線就正能切實地體現出那種孤獨情感。」
「Music Bird」數碼電台廣播頻道《SUPER LEGEND 名盤頻道》（SUPER LEGEND 名盤チャンネル）稱「I LOVE YOU、15歲之夜、OH MY LITTLE GIRL和為了我就是我等曲都以直率的歌詞承載了十多歲少年時代獨有的纖細心情，而把以上多首名曲連繫起來的這張專輯是尾崎代表性的傑作。」《日本公告牌》在介紹本專輯時形容「它描繪了十多歲青年前路迷茫的心情，歌詞不管在哪個年代都能捕捉年輕人的心，是傳頌後世的名作。」東京電視台於1992年製作的電視特輯《尾崎豐 ～被創造出來的教祖～》（尾崎豊 ～作られた教祖～）中形容專輯「抒發了年輕人抵抗現代社會和大人們的共通心情；是這張專輯令他得到了『救世主』和『教祖』等稱號。」

## 收錄歌曲
| A面      | A面                  | A面      | A面 | A面   |
| 曲序     | 曲目                 | 编曲     | 备注 | 时长  |
| -------- | -------------------- | -------- | --- | ----- |
| 1.       | 街之風景             | 西本明   | 原名〈町之風景〉。本曲是尾崎開始音樂活動初期寫作的歌曲之一，也是尾崎在1982年夏天寄給CBS索尼的樣本錄音帶中與〈舞廳〉、〈如今我只注視你〉和〈Street Blues〉一同收錄的四曲之一:72。歌曲原長達10分鐘，但在製作人須藤的意向下刪減至約5分鐘，該作由新秀男聲陸家俊翻唱，名為〈18歲的憂鬱〉。 | 4:54  |
| 2.       | 連歌的開首也無法唱出 | 西本明   | 1984年作為第3張單曲〈連歌的開首也無法唱出〉重新發行。 | 4:26  |
| 3.       | I LOVE YOU           | 西本明   | 1991年作為第11張單曲〈I LOVE YOU〉重新發行。本曲是尾崎豐廣為流傳的代表作，也曾被不同歌手以各國語言翻唱，包括郭富城、宇多田光、福山雅治和姜大聲等，此外也被起用於被譽為「國民的電視劇」的《來自北國》中。                                                                              | 4:17  |
| 4.       | 高中Rock'n'Roll      | 西本明   | 原名〈水手服〉（セーラー服）。本曲是在須藤提議「加入一首搖滾的歌曲吧」之下製作的。 | 3:47  |
| 5.       | 15歲之夜             | 町支寬二 | 原名〈無牌地…〉（無免で…），後一度改為《無牌》（無免許），最終定為現名。1983年作為出道單曲〈15歲之夜〉重新發行。 | 5:29  |
| 总时长： | 总时长：             | 总时长： | 总时长： | 22:53 |

| B面      | B面                | B面      | B面 | B面   |
| 曲序     | 曲目               | 编曲     | 备注 | 时长  |
| -------- | ------------------ | -------- | --- | ----- |
| 6.       | 十七歲的地圖       | 西本明   | 1984年作為第2張單曲〈十七歲的地圖〉重新發行。本曲的編曲風格受到了美國歌手的影響。 | 4:58  |
| 7.       | 愛消失了的街       | 町支寬二 | 1984年作為第3張單曲〈連歌的開首也無法唱出〉的B面曲重新發行。 | 4:41  |
| 8.       | OH MY LITTLE GIRL  | 西本明   | 原名〈水手服的小女孩〉（セーラー服のリトルガール）。1994年作為第13張單曲〈OH MY LITTLE GIRL〉重新發行，此前在1984年亦曾作為B面曲收錄在第2張單曲〈十七歲的地圖〉中。本曲的單曲版本是尾崎首張獲得Oricon公信榜週榜冠軍的作品，也是電視劇《愛沒有明天》之主題曲。 | 4:33  |
| 9.       | 致我傷害了的每個人 | 西本明   | 1983年作為出道單曲〈15歲之夜〉的B面曲重新發行。 | 5:05  |
| 10.      | 為了我就是我       | 町支寬二 | 本曲是由SMAP主演的電視劇《為了我就是我》主題曲，也曾被Mr.Children和miwa等多名歌手翻唱，當中miwa的翻唱版成為了電影《》的主題曲，馬場俊英的翻唱版本在另一電視劇《鈴木老師》中亦被起用作片尾曲。                                         | 4:52  |
| 总时长： | 总时长：           | 总时长： | 总时长： | 24:09 |

## 參與名單
人員名單來自專輯CD歌詞冊

| - 主唱、作曲、作詞：尾崎豐（全） - 吉他：鳥山雄司（2-4、6-9）、青山徹（6）、佐藤英二（5、10）、町支寬二（5、7、9）、北島健二（2、4） - 木吉他：笛吹利明（2）、町支寬二（10） - 低音吉他：本田達也（1-4、6、8、9）、美久月千晴（5、10）、岡澤茂（岡沢茂，7） - 電吉他：鳥山雄司（1） - 吉他合成器：鳥山雄司（8） - 爵士鼓：瀧本季延（1-4、6、8、9）、菊池丈夫（5、7、10） - 電子鼓：瀧本季延（2、7） - 鋼琴：西本明（7-10） - 鍵盤：西本明（1-5、7-9） - 鐵片琴：板倉雅一（5）、西本明（6） - 風琴：板倉雅一（5、10） - ：Daddy柴田（ダディ柴田，4、6）、古村敏比古（5） - 弦樂器：Joe Group - 敲擊樂器：石井空太郎（2、4、6、7、9）、川瀨正人（川瀬正人，5） - 和聲：大友康平（4）、比山Group（9） | - 編曲：西本明（1-4、6、8、9）、町支寬二（5、7、10） - 錄音、混音：助川健 - 第二工程師：大野邦彥、伊藤貴志（Takashi Ito） - 宣傳：村上茂 - 美術指導：田島照久 - 製作人：須藤晃 - 發行：CBS索尼 |  |

## 排行和銷量認證
| 排行榜（1994年）         | 峰值 |
| ------------------------ | ---- |
| 日本（Oricon專輯榜）     | 2    |
| 排行榜（2009年）         | 峰值 |
| 日本（Oricon專輯榜）     | 179  |
| 排行榜（2023年）         | 峰值 |
| 日本（Oricon專輯榜）     | 28   |
| 日本（Oricon專輯合算榜） | 50   |

| 排行榜（1992年）     | 峰值 |
| -------------------- | ---- |
| 日本（Oricon專輯榜） | 33   |
| 排行榜（1994年）     | 峰值 |
| 日本（Oricon專輯榜） | 23   |

| 國家或地區           | 認證    | 認證單位/銷量 |
| -------------------- | ------- | ------------- |
| 日本（日本唱片協會） | 3× 白金 | 1,200,000^    |
| ^僅含認證的出貨量    |         |               |

## 發行歷史
| 日期           | 唱片公司           | 規格                      | 規格編號          | 備註                                               |
| -------------- | ------------------ | ------------------------- | ----------------- | -------------------------------------------------- |
| 1983年12月1日  | CBS索尼            | 12英寸黑膠唱片 卡式錄音帶 | 28AH1654 28KH1419 | 初版、僅發行1300張                                 |
| 1985年4月1日   | CBS索尼            | CD                        | 32DH192           | －                                                 |
| 1991年5月15日  | Sony Music Records | CD                        | SRCL1910          | 1992年Oricon專輯年榜排名第33名，年間銷售量45.2萬張 |
| 1992年11月1日  | Sony Music Records | MD                        | SRYL7022          | －                                                 |
| 1995年4月25日  | Sony Music Records | CD                        | SRCL3204          | 收錄於CD-BOX《TEENBEAT BOX》                       |
| 2001年4月25日  | Sony Music Records | CD                        | SRCL5076          | －                                                 |
| 2004年10月27日 | Sony Music Records | CD                        | SRCL10011         | 收錄於CD-BOX《TEENBEAT BOX 13th MEMORIAL VERSION》 |
| 2007年4月25日  | Sony Music Records | CD                        | SRCL6531          | 收錄於CD-BOX《71/71》                              |
| 2009年4月22日  | Sony Music Records | Blu-spec CD               | SRCL20001         | 24位元數位修復（限量生產）                         |
| 2013年9月11日  | Sony Music Records | Blu-spec CD2              | SRCL30001         | －                                                 |
| 2015年11月25日 | Sony Music Records | 卡式錄音帶                | SRTL2219          | 尾崎豐誕生50週年紀念復刻版（限量生產）             |

## 外部連結
- 在Discogs上的《Yutaka Ozaki = 尾崎 豊* – Seventeen's Map = 十七歳の地図》（发行列表）